# Kennedy Manyisa
Kennedy Manyisa Ise (1969) è un ex maratoneta keniota.

## Biografia
Ha vinto una medaglia d'oro ed una di bronzo alla maratona delle Universiadi, rispettivamente nel 1993 e nel 1989.

## Palmarès
| Anno | Manifestazione | Sede     | Evento   | Risultato | Prestazione | Note                                                     |
| ---- | -------------- | -------- | -------- | --------- | ----------- | -------------------------------------------------------- |
| 1989 | Universiadi    | Duisburg | Maratona | Bronzo    | 2h15'23"    |                                                          |
| 1993 | Universiadi    | Buffalo  | Maratona | Oro       | 2h12'19"    | Miglior prestazione personale · Record delle Universiadi |

## Altre competizioni internazionali
1991
- 35º alla Maratona di Londra ( Londra) - 2h14'31"

1992
- 34º alla Maratona di Boston ( Boston) - 2h21'45"